# Kongō Gumi
Kongō Gumi (jap. 株式会社金剛組 Kabushiki-gaisha Kongō Gumi) – nieistniejące już japońskie rodzinne przedsiębiorstwo z branży budowlanej, najdłużej działająca firma na świecie (1428 lat). Początki przedsiębiorstwa datuje się na 578 rok, kiedy to Shōtoku ściągnął do Japonii budowniczych z Korei, by w Osace wybudowali dla niego świątynię Shitennō-ji (Czterech Niebiańskich Strażników Buddy). Od tamtego momentu przez ponad 14 stuleci przedsiębiorstwo zarządzane było przez jedną rodzinę, pochodzący z Korei ród Kongō.
Z powodu poważnych problemów finansowych (343 mln dolarów długu) przedsiębiorstwo zostało przejęte w 2006 roku przez grupę budowlaną Takamatsu. Tuż przed tym zatrudniało ono około 100 pracowników.